# Harald Maier
Pour les articles homonymes, voir Maier.
Harald Maier, né le 17 novembre 1960 à Schladming (Autriche), est un coureur cycliste autrichien.

## Biographie
Professionnel entre 1982 et 1994, il a notamment remporté le Tour du Trentin. Il a également participé à plusieurs éditions de grands tours et à neuf reprises aux championnats du monde sur route.

## Palmarès
- 1979
  - Tour de Basse-Autriche (avec Helmut Wechselberger)
  - 2e du championnat d'Allemagne de cyclo-cross
- 1981
  - 5e étape du Tour d'Autriche (contre-la-montre)
  - 2e étape du Tour du Burgenland
  - 10eb étape du Tour de Rhénanie-Palatinat
  - 2e du championnat d'Autriche sur route
  - 3e du Tour d'Autriche
  - 3e du Tour du Burgenland
- 1983
  - 3e de la Vuelta al Camp de Morvedre
- 1984
  - 2e du GP Europa
  - 7e du Tour de Suisse
- 1985
  - Tour du Trentin :
    - Classement général
    - 1re étape

  - Coire-Arosa
  - 5e du championnat du monde sur route
- 1986
  - Grand Prix de l'industrie et du commerce de Prato
  - 3e du Tour de Luxembourg
  - 3e du Tour du Frioul
  - 8e de Tirreno-Adriatico
- 1990
  - Straßenengler Radsporttag
  - 6e étape du Tour d'Autriche
- 1991
  - 4e étape du Tour des vallées minières
  - 2e du Straßenengler Radsporttag
- 1992
  - 1re étape du Tour du Pays basque

## Résultats sur les grands tours

### Tour de France
3 participations 
- 1982 : 78e
- 1984 : abandon (11e étape)
- 1992 : 50e

### Tour d'Italie
3 participations 
- 1983 : 30e
- 1985 : abandon (19e étape)
- 1987 : abandon (15e étape)

### Tour d'Espagne
2 participations 
- 1982 : 59e
- 1992 : 42e